# 中华慈善总会
中華慈善總會是一個成立於1994年的慈善组织。在中華人民共和國民政部備案註冊，由熱心慈善事業的公民、法人及其他社會組織志願參加的全國性非營利公益社會團體，目前在中國大陸擁有400多個會員單位。

## 宗旨
發揚人道主義精神，弘揚中華民族扶貧濟困的傳統美德，幫助社會上不幸的個人和困難群體，開展多種形式的社會救助工作。

## 工作範圍
中華慈善總會涵蓋面較為寬泛的特點，開展了救災、扶貧、安老、助孤、支教、助學、扶殘、助醫等八大方面幾十個慈善項目，形成了遍佈中國、規模較大的慈善援助體系。

## 工作成績
截止2023年底，中華慈善總會直接募集慈善款物共折合人民幣1566億元。

## 監督與審核機制
聘請了國際知名的畢馬威國際會計師事務所進行年度財務審計，重大募捐活動接受中華人民共和國審計署的審計，並隨時接受社會監督。

## 對外關係
中華慈善總會不斷加強對外聯絡工作，與港澳臺和海外的許多公益慈善機構建立了合作關係，並共同實施了多項合作專案。1998年，中華慈善總會加入了國際聯合勸募組織，成為該組織於兩岸三地中第三個會員。中華慈善總會作為中國大陸最大、最有影響力的慈善組織之一，已經開始成為聯繫海內外華人和國際友人，共同促進中國內地慈善事業穩步發展的一條重要樞紐。

## 历任领导
- 创会（1994年-1998年）：
  - 会长：崔乃夫
- 第一届（1998年-2002年）
  - 会长：阎明复
- 第二届（2002年-2007年）[1]
  - 会长：范宝俊
  - 荣誉会长：阎明复、崔乃夫
  - 名誉会长：王光英、程思远、何鲁丽、万国权
- 第三届（2007年—2013）[2]
  - 会长：范宝俊
  - 副会长5人：邓铜山、朱焘、张道诚、彭玉、崔俊慧
  - 秘书长1人：刘国林

- 第四届 [3]

终身荣誉会长: 崔乃夫、阎明复、范宝俊
荣誉会长:  王健林、李春平、郑家纯         
会长:  李本公
副会长:  王树峰、杜学芳、李宏塔、张印忠、郑功成、崔俊慧

## 问题与质疑

### 捐款换發票事件
2008年开始，尚德太阳能电力有限公司取得了中国青少年创意大赛的独家总冠名权，并每年通过中华慈善总会向此项大赛的参赛学校进行产品捐赠，捐赠的产品均是太阳能组件。尚德公司声称在2008、2009、2010这三年间，共捐赠的物资总价值分别为3400万元、1500万元，1400万元。
2011年8月，尚德公司的罗凡华（现已辞职）称：“中华慈善总会开免税发票，是有附加条件的（需要再给慈善总会现金捐赠），只要有了附加条件，事前声明捐赠的物资是否到位，对方不会严格审核”。罗凡华还称：“2011年4月28日，他将5万元现金转账支票交给了中华慈善总会，对方才开具了1500万元的免税发票”。京华时报记者看到，罗凡华提供的5万元发票，由中华慈善总会开出，捐赠单位是北京创新中意教育有限公司（尚德的子公司），捐赠项目为工作经费。罗凡华说：2010年，他们开1700万元的免税发票，给了中华慈善总会8万元现金支票”。2011年8月16日，中国版权协会（页面存档备份，存于）教育委员会发函称免去罗凡华秘书长的职务。 

### 将国外捐赠药品卖给患者
网传瑞士诺华公司捐赠给中国患者的治疗白血病的药品格列卫，被中华慈善总会以25000元人民币/盒的价格卖给患者。但慈善总会随后否认了这一说法，称这些药品都是免费发放给那些家庭贫困且符合用药条件的患者。道培医院一名医生接受《新京报》采访时称：“该援助项目共有几种模式，符合要求的患者可以终身免费领药；在格列卫已经纳入医保的城市，可以参加买6个月赠6个月的计划，一部分是可以报销。在没有医保的城市，可以参加买3个月赠9个月的计划。”这位医生还称：“在北京，格列卫没有纳入医保，每盒25000元左右。患者首先必须购买3个月的药，药费交到医院而非慈善总会。然后凭负责该援助项目的医生开的处方，按月领药。在医院就能买到药，为什么还要按原价在慈善总会买？网上的传言是说不通的”随后有网友称，这些言论等于是承认了慈善总会及医院还是在卖药给患者，而不是按要求赠送给患者。